# 苫西郡
苫西郡（とまにしぐん、とまにしのこおり）は美作国にあった郡。

## 歴史
- 貞観5年（863年）5月 - 苫田郡（第1次）が分割して苫東郡（第1次）・苫西郡（第1次）となる。郡衙の位置は不明。
- 中世 - 苫西郡（第1次）が西西条郡・西北条郡、苫東郡（第1次）が東北条郡・東南条郡にそれぞれ分割。苫西郡（第1次）消滅。
- 寛文元年（1661年） - 西西条郡が苫西郡（第2次）に、西北条郡が苫南郡に、東北条郡が苫北郡に、東南条郡が苫東郡（第2次）にそれぞれ改称。
- 元禄11年（1698年） - 上記4郡の名称が旧に復する。苫西郡（第2次）消滅。
- 明治33年（1900年）4月1日 - 郡制の施行により、西西条郡・西北条郡・東北条郡・東南条郡の区域をもって苫田郡（第2次）が発足。